# (33266) 1998 HW78
1998 HW78 (asteroide 33266) é um asteroide da cintura principal. Possui uma excentricidade de 0.08291180 e uma inclinação de 9.12397º.
Este asteroide foi descoberto no dia 21 de abril de 1998 por LINEAR em Socorro.